# خطرناک‌ترین شکار (فیلم ۲۰۲۲)
خطرناک‌ترین شکار (به انگلیسی: The Most Dangerous Game) یک فیلم دلهره‌آور آمریکایی به نویسندگی و کارگردانی جاستین لی با بازی تام برنگر، جاد نلسن، بروس درن، کاسپر ون دین و کریس «سی تی» تامبورلو است. این بازسازی فیلمی به همین نام است که بر اساس داستان کوتاه ریچارد کانل بنام «خطرناک‌ترین شکار» در سال ۱۹۲۴ ساخته شده‌است.

## داستان
داستان راجع به پدر و پسری است که کشتی آن‌ها در جزیره‌‌ای دورافتاده غرق می‌شود؛ جایی که در یک شکار غنائم، توسط شخصی مرموز و بی‌رحم گرفتار می‌شوند. مردی که از زمین به عنوان حفاظتگاه شکار نخبگان برای تعقیب خطرناک‌‌ترین بازی‌‌ها استفاده می‌کند.

## تولید
این فیلم در شمال غربی آرام در نوامبر ۲۰۲۱ فیلمبرداری شد.

## انتشار فیلم
این فیلم در ۵ اوت ۲۰۲۲ در سینماها و پلتفرم های دیجیتال اکران شد.